# Daniel Maclise

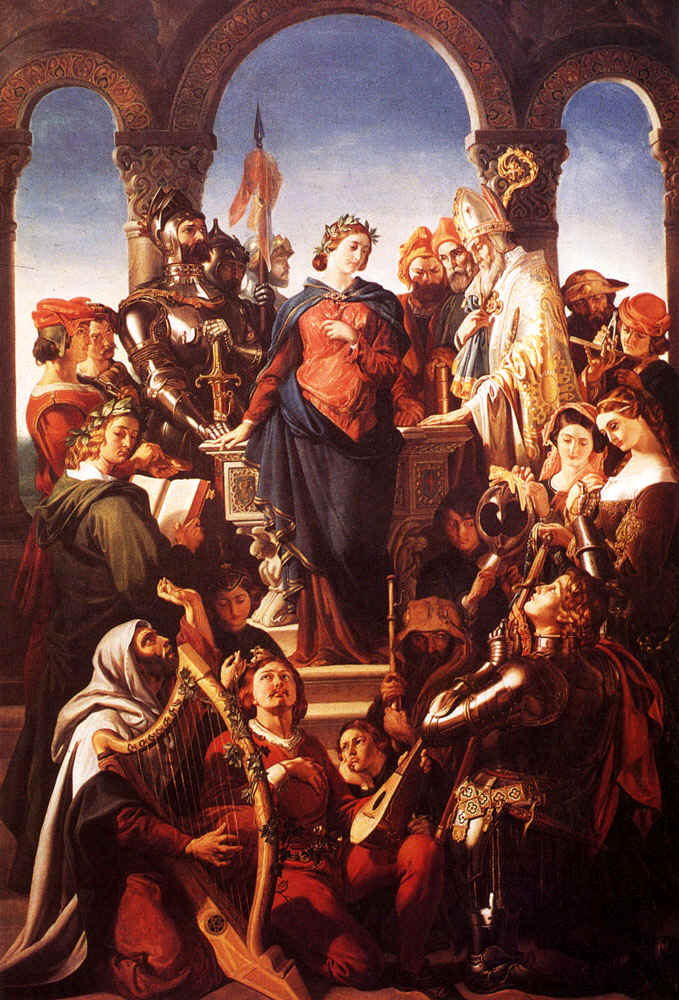
Espíritu de caballería de Maclise, óleo sobre lienzo - 127,00 x 85,60 cm. Colección particular.

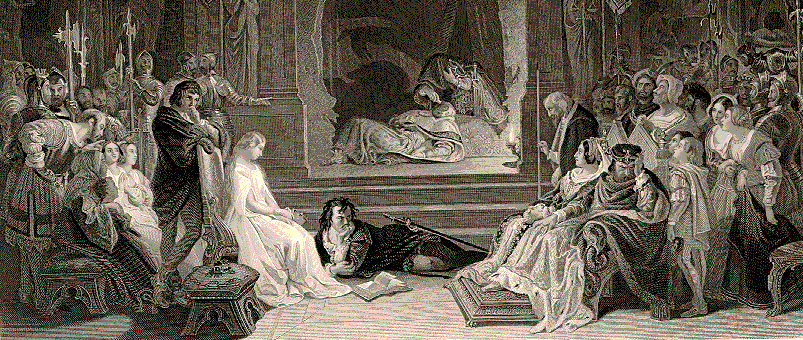
Detalle del grabado del cuadro de Maclise de 1842 La escena de Hamlet, que retrata el momento en que se revela la culpabilidad de Claudio.

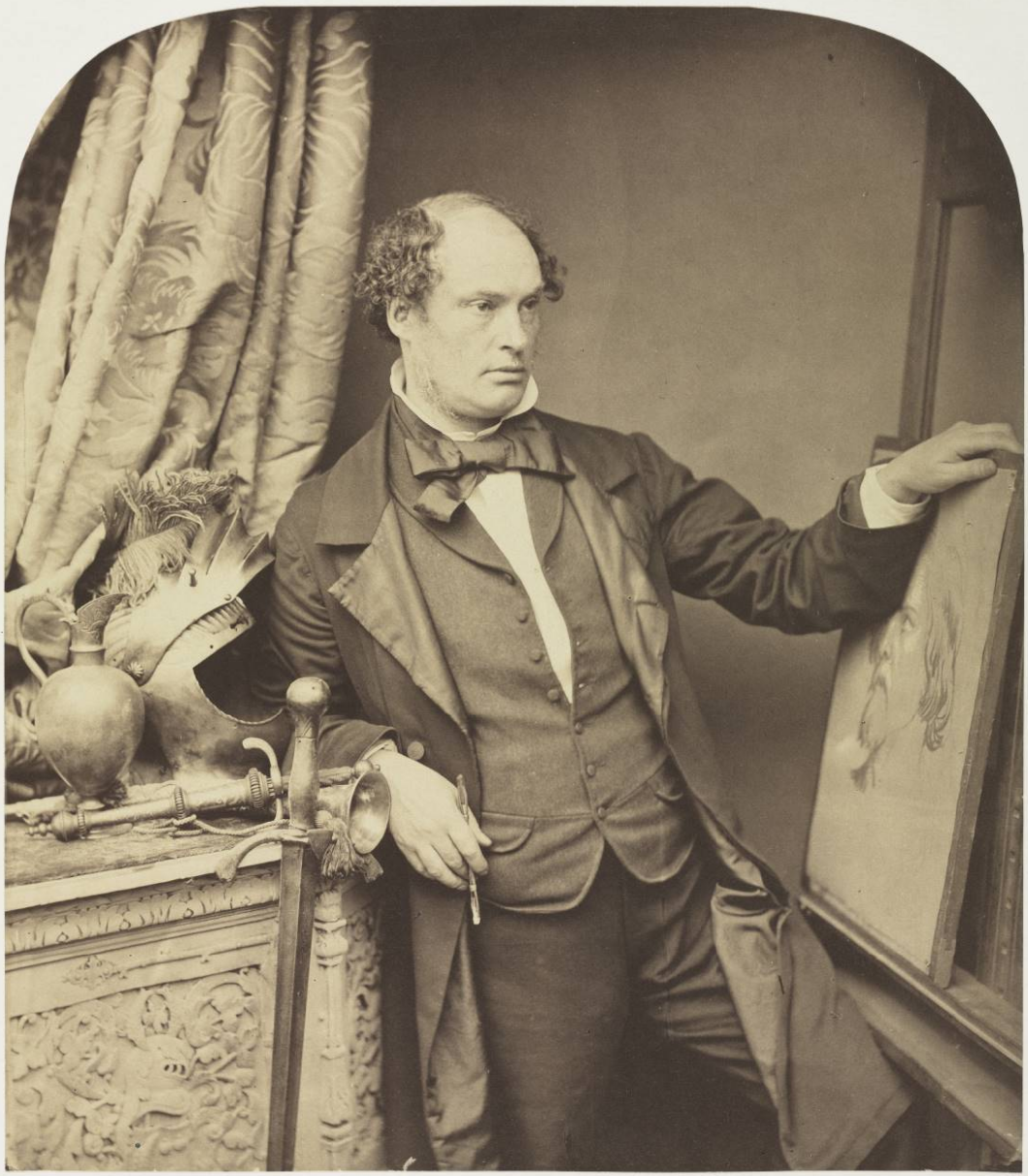
Daniel Maclise por William Lake Price

Daniel Maclise (25 de enero de 1806-25 de abril de 1870) fue un pintor de historia, literato y retratista irlandés, e ilustrador, que trabajó la mayor parte de su vida en Londres, Inglaterra.

## Primeros años de vida
Maclise nació en Cork, Irlanda, hijo de Alexander McLish (también conocido como McLeish, McLish, McClisse o McLise), curtidor o zapatero, pero antes soldado escocés de las Highlands. Su educación fue de lo más sencilla, pero estaba ávido de cultura, aficionado a la lectura y deseoso de convertirse en artista. Su padre, sin embargo, lo empleó, en 1820, en el Newenham's Bank, donde permaneció dos años, antes de irse a estudiar a la Escuela de Arte de Cork. En 1825, Sir Walter Scott estaba de viaje en Irlanda, y el joven Maclise, tras verlo en una librería, hizo un boceto subrepticio del gran hombre, que luego litografió. Se hizo muy popular y dio lugar a muchos encargos de retratos, que ejecutó a lápiz. Varios amigos influyentes reconocieron el genio y la promesa de Maclise, y se mostraron ansiosos por proporcionarle los medios para estudiar en Londres; pero al rechazar toda ayuda financiera, ahorró el dinero él mismo y llegó a la capital el 18 de julio de 1827. Allí realizó un boceto del actor Charles John Kean que, al igual que su retrato de Scott, fue litografiado y publicado, lo que hizo que el artista ganara una suma considerable. En 1828 ingresó en las escuelas de la Royal Academy, donde obtuvo los más altos premios para los estudiantes.

## Carrera profesional
Maclise expuso por primera vez en la Royal Academy en 1829. Poco a poco comenzó a limitarse más exclusivamente a los cuadros temáticos e históricos, variados ocasionalmente por retratos, como los de Lord Campbell, la novelista Letitia Landon, Dickens y otros de sus amigos literarios. 
En 1833, expuso dos cuadros que aumentaron considerablemente su reputación, y en 1835 el Voto caballeresco de las damas y el Pavo real le procuró la elección como asociado de la Academia, de la que pasó a ser miembro de pleno derecho en 1840. 
Los años siguientes los dedicó a una larga serie de cuadros de figuras, cuyos temas proceden de la historia y la tradición y de las obras de Shakespeare, Goldsmith y Le Sage.
También diseñó ilustraciones para varios de los libros de Navidad de Dickens y otras obras. Entre los años 1830 y 1836 colaboró en Fraser's Magazine, bajo el seudónimo de Alfred Croquis, una notable serie de retratos de las personalidades literarias y de otro tipo de la época.– estudios de personajes, grabados o litografiados en contorno, y tocados más o menos con el énfasis del caricaturista, que luego se publicaron como Maclise Portrait Gallery (1871). Durante la reconstrucción de las Casas del Parlamento en Londres en 1834-1850 por Charles Barry, Maclise recibió el encargo en 1846 de pintar murales en la Cámara de los Lores sobre temas como Justicia y Caballería.
En 1858, Maclise comenzó una de las dos grandes obras monumentales de su vida, The Meeting of Wellington and Blücher after the Battle of Waterloo, en los muros del Palacio de Westminster. Se empezó a pintar al fresco, proceso que resultó inmanejable. El artista deseaba renunciar a la tarea, pero, animado por el príncipe Alberto, estudió en Berlín el nuevo método de la pintura sobre vidrio de agua, y realizó el tema y su compañero, La muerte de Nelson, en ese medio, completando esta última pintura en 1864.
La gran pintura de Maclise de El matrimonio de Strongbow y Aoife (1854) se encuentra en la Galería Nacional de Irlanda, Dublín. Retrata el matrimonio del principal conquistador normando de Irlanda, " Strongbow ", con la hija de su aliado gaélico. Junto a la gran escalera del ayuntamiento de Halifax, que se completó en 1863, hay una pintura mural de Maclise.
La intensa dedicación a estas grandes obras históricas, y diversas circunstancias relacionadas con el encargo, tuvieron un grave efecto sobre la salud del artista. Comenzó a rehuir la compañía que antes le gustaba, su antiguo ánimo desapareció, y cuando, en 1865, se le ofreció la presidencia de la Royal Academy, rechazó el honor. Murió de una neumonía aguda el 25 de abril de 1870 en su casa, en el número 4 de Cheyne Walk, Chelsea.
Sus obras se distinguen por sus poderosas cualidades intelectuales e imaginativas, pero, en opinión de Monkhouse, un crítico de la época victoriana tardía, se ven un tanto empañadas por un colorido áspero y apagado, por la dureza metálica de la superficie y la textura, y por los frecuentes toques teatrales en la acción y las actitudes de las figuras. Su fama se basa sobre todo en sus dos grandes obras en Westminster.
En 1871 se publicó una memoria de Maclise, escrita por su amigo William Justin O'Driscoll.

## Exposiciones póstumas

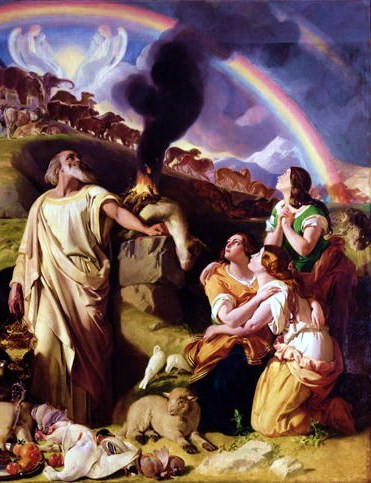
El sacrificio de Noé

### Galería Nacional de Retratos, 1972
Las obras de Maclise en el retrato se celebraron en 1972 en una exposición en la Galería Nacional de Retratos.

### Galería de arte municipal de Crawford, 2008
La galería Crawford en Cork, Irlanda, la ciudad natal de Maclise, celebró una importante exposición de sus obras a partir de octubre de 2008, inaugurada por David Puttnam.

### Real Academia, 2015
El boceto preliminar de The Meeting of Wellington and Blücher se exhibió en la Royal Academy of Arts del 2 de septiembre de 2015 al 3 de enero de 2016, para conmemorar el 200 aniversario de la Batalla de Waterloo. Se había exhibido previamente desde el 23 de mayo hasta el 23 de agosto en Royal Armouries en Leeds como parte de la exposición Waterloo 1815: The Art of Battle.